# Alfonsów (Łask)
Pour les articles homonymes, voir Alfonsów.
Alfonsów (prononciation [alˈfɔnsuf]) est un village de la gmina de Wodzierady, du powiat de Łask, dans la voïvodie de Łódź, situé dans le centre de la Pologne.
Il se situe à environ 2 kilomètres à l'est de Wodzierady (siège de la gmina), 16 kilomètres au nord de Łask (siège du powiat) et 23 kilomètres à l'ouest de Łódź (capitale de la voïvodie).
Sa population s'élevait approximativement à 40 habitants en 2006.

## Administration
De 1975 à 1998, le village était attaché administrativement à l'ancienne voïvodie de Sieradz.

Depuis 1999, il fait partie de la nouvelle voïvodie de Łódź.